# Lupinus tarijensis
Lupinus tarijensis är en ärtväxtart som beskrevs av Oskar Eberhard Ulbrich. Lupinus tarijensis ingår i släktet lupiner, och familjen ärtväxter. Inga underarter finns listade i Catalogue of Life.